# Manifesto of Arch Enemy
Manifesto of Arch Enemy è una raccolta del gruppo musicale svedese Arch Enemy, pubblicato il 27 febbraio 2009 dalla Century Media Records.

## Tracce
1. Nemesis – 4:12
2. We Will Rise – 4:07
3. Revolution Begins – 4:11
4. Ravenous – 4:06
5. Blood on Your Hands (live) – 5:27
6. My Apocalypse – 5:26
7. Dead Eyes See No Future – 4:14
8. Burning Angel – 4:17
9. I Will Live Again – 3:32
10. Taking Back My Soul (live) – 5:16

## Formazione
- Angela Gossow – voce
- Michael Amott – chitarra
- Christopher Amott – chitarra
- Sharlee D'Angelo – basso
- Daniel Erlandsson – batteria